# Grand Prix national de la photographie

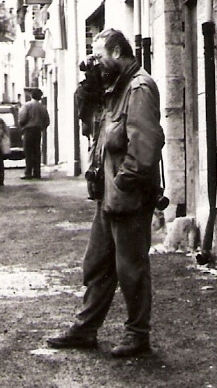
Josef Koudelka získal cenu v roce 1987

Grand Prix national de la photographie (Státní velká cena za fotografii nebo Velká národní fotografická cena) bylo francouzské fotografické ocenění, které udělovalo francouzské ministerstvo kultury od roku 1978 do roku 1997 fotografovi působícímu ve Francii za jeho práci. Tato cena již nemůže být udělována, dne 12. května roku 1998 byla nahrazena oceněním Grand Prix national des arts visuels.

## Seznam vítězů
- 1978 – Brassaï
- 1979 – Willy Ronis
- 1980 – Gisèle Freund
- 1981 – Henri Cartier-Bresson
- 1982 – André Kertész
- 1983 – Robert Doisneau
- 1984 – Édouard Boubat
- 1985 – Guy Bourdin (cenu odmítl)
- 1986 – William Klein
- 1987 – Josef Koudelka
- 1988 – Bernard Plossu
- 1989 – Bernard Faucon
- 1990 – Helmut Newton
- 1991 – Raymond Depardon
- 1992 – Jeanloup Sieff
- 1993 – Georges Rousse
- 1994 – Sebastião Salgado
- 1995 – Sarah Moon
- 1996 – Jean-Paul Goude
- 1997 – cena nabyla udělena

## Galerie

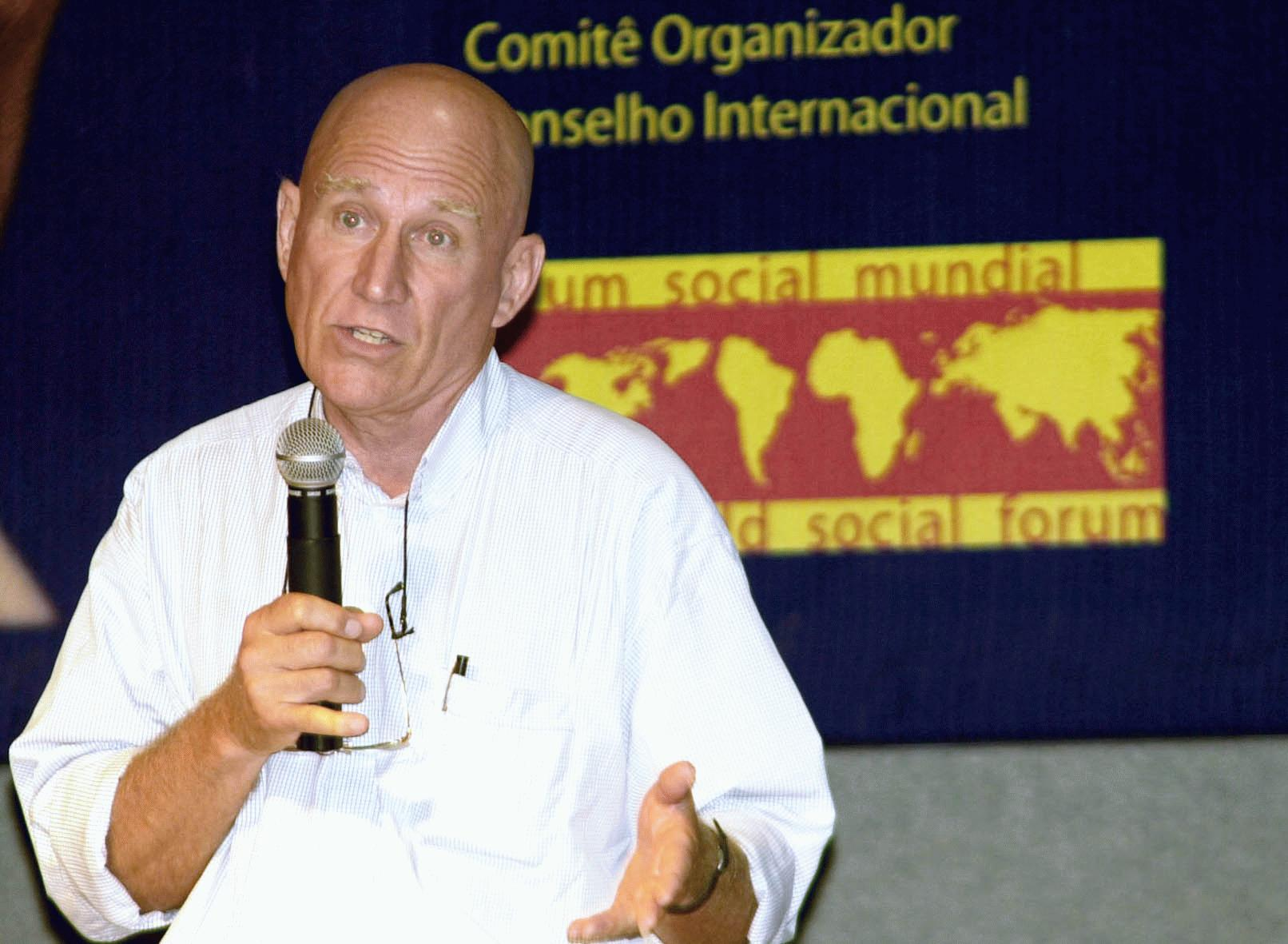
Sebastião Salgado získal cenu v roce 1994
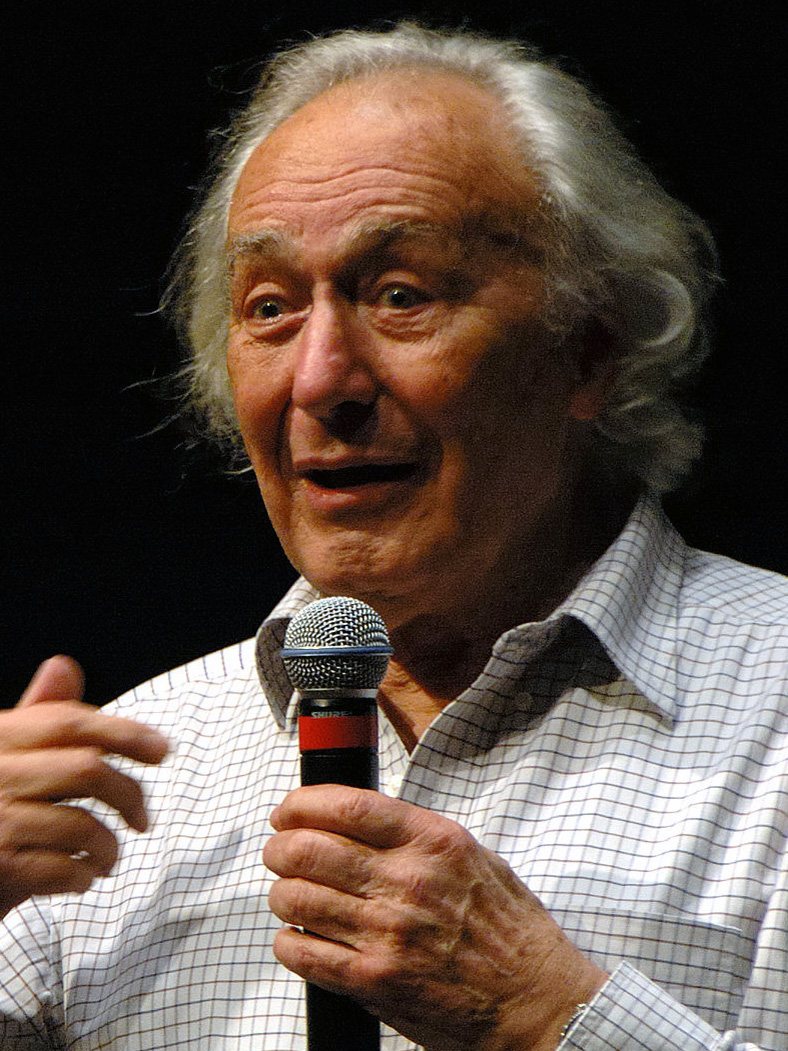
William Klein cenu získal v roce 1986